# Vida (Tazenda)
Vida è un album dei Tazenda, pubblicato nel 2007 dalla Radiorama. È il primo album che vede alla voce il nuovo cantante Beppe Dettori, nonché l'album che segna il ritorno definitivo al vecchio sound dei Tazenda, dopo il periodo "latino".

## Il disco
L'album si apre con Domo mia, che vede alla voce un duetto fra il cantante Beppe Dettori ed Eros Ramazzotti, che canta per la prima volta in sardo. Il brano, dedicato all'ex cantante del gruppo Andrea Parodi scomparso mesi prima, è stato estratto come singolo apripista dell'album, riscuotendo un grande successo in tutta Italia e raggiungendo il primo posto nelle classifiche di vendita.
Il disco è per metà un album e per metà una raccolta, essendo le prime 7 tracce nuovi brani incisi con Dettori, e quelle dalla numero 9 in poi canzoni classiche dei Tazenda ivi riproposte in una versione rimasterizzata. Caso molto particolare per la traccia numero 8, nella quale è incisa una nuova versione di No potho reposare: vi si può ascoltare un duetto fra Beppe Dettori ed il compianto Andrea Parodi, spentosi pochi mesi prima per via della sua grave malattia, reso possibile grazie alla tecnologia; all'interno della traccia vi è anche una dedica di Gigi Camedda all'amico scomparso (occhi quieti, bambino nella ninna nanna del cosmo, dell'universo, ora qualcosa ci riporta a te...). L'ultima traccia, una versione rimasterizzata di Mamoiada, contiene come traccia fantasma Domo mia cantata dal solo Dettori in sardo. Nella versione speciale dell'album, pubblicata il 29 giugno 2007, questa versione è presente separatamente come traccia bonus insieme a una versione estesa di Desperada e laudada.

## Tracce
Testi e musiche di Gino Marielli, eccetto dove indicato.
1. Domo mia (con Eros Ramazzotti) – 3:52 (musica: Gino Marielli, Bassi)
2. Universos – 3:26
3. A chent'annos – 4:06
4. 'Sa fiza 'e su re – 3:43
5. Chelos – 4:37
6. La ricerca di te – 3:58
7. Desperada e laudada – 4:02
8. No potho reposare (duetto con Andrea Parodi) – 4:16 (testo: Sini, Rachel)
9. Spunta la Luna dal monte – 3:56 (testo: Bertoli, Gino Marielli)
10. Pitzinnos in sa gherra – 4:18 (testo: De André, Gino Marielli)
11. Nanneddu meu (Lettera a Nanni Sulis) – 4:29 (testo: Mereu)
12. Carrasecare – 4:30 (testo: Gino Marielli, Marras)
13. Mamoiada – 12:54 – contiene la traccia fantasma Domo mia (Extended Version)

Tracce bonus nell'edizione speciale
1. Domo mia (Extended Version) – traccia fantasma nell'edizione standard divisa da Mamoiada
2. Desperada e laudada (Extended Version)

## Formazione
Tazenda
- Beppe Dettori – voce (dalla traccia 1 alla traccia 8)
- Andrea Parodi – voce (dalla traccia 8 alla traccia 13)
- Gigi Camedda – voce, tastiera
- Gino Marielli – voce secondaria, chitarra

Altri musicisti
- Eros Ramazzotti – voce in Domo mia
- Pierangelo Bertoli – voce in Spunta la Luna dal monte
- Massimo Cossu – chitarra, mandolino
- Luca Visigalli – basso
- Lele Melotti – batteria
- Marco Camedda – archi sintetici

## Classifiche
| Classifica (2007) | Posizione massima |
| ----------------- | ----------------- |
| Italia            | 7                 |